# Navua FC
Navua FC – fidżyjski klub piłkarski, mający siedzibę w mieście Navua. Występuje w National Football League, pierwszym poziomie rozgrywkowym na Fidżi.

## Stadion
Navua FC rozgrywa swoje mecze na Thompson Park.

## Skład
Stan na: 5 lutego 2022
| Nr | Poz. | Piłkarz                |
| -- | ---- | ---------------------- |
| 1  | BR   | Jayshneel Sivan        |
| 2  | OB   | Vinal Prasad           |
| 3  | PO   | Patrick Taroga         |
| 4  | PO   | Seveci Rokotakala      |
| 6  | PO   | Thomas Dunn            |
| 7  | PO   | Monit Vikash Chand     |
| 8  | OB   | Arami Manumanubai      |
| 10 | PO   | Vineet Chand           |
| 11 | NA   | Netani Doli            |
| 14 | PO   | Ajesh Chand            |
| 16 | PO   | Sharad Kumar           |
| 18 | OB   | Matthew Charitar       |
| 19 | PO   | Apisai Smith (kapitan) |
| 20 | OB   | Suliano Doli           |

| Nr | Poz. | Piłkarz           |
| -- | ---- | ----------------- |
|    | BR   | Josaia Ratu       |
|    | BR   | Thakur Narayan    |
|    | OB   | Arnold Keni       |
|    | OB   | Jeffery Wasi      |
|    | OB   | Zainal Ali        |
|    | OB   | Kirtesh Prasad    |
|    | OB   | Isake Naduvu      |
|    | OB   | Mosese Balenagaga |
|    | PO   | Dorsant Naidu     |
|    | PO   | Mannav Permal     |
|    | PO   | Alfred Ali        |
|    | NA   | Brian Charitar    |
|    | NA   | Mohammed Shaheer  |
|    | NA   | Jone Tabuyalewa   |

## Sukcesy
- Puchar Fidżi (3×)[3]: 2003, 2008, 2009
- Battle of the Giants (1×)[3]: 2005
- Inter-District Championship (1×)[3]: 2009